# Upor (település)
Upor (szlovákul: Úpor) Zemplénújfalu településrésze, 1964 előtt önálló község Szlovákiában, a Kassai kerület Tőketerebesi járásában.

## Fekvése
Tőketerebestől 13 km-re (de légvonalban csak 7 km-re) délnyugatra fekszik. Zemplénújfalu északi részét alkotja.

## Története
A települést 1290-től említik az írott források „Wpur”, „Upor” alakban. A helyi nemes Upori család ősi fészke, akik már a 15. században birtokosai voltak a falunak. 1557-ben másfél portával adózott. 1557-ben a Perényiek, később a Dobók, Rákócziak lettek a birtokosai. A 18. században az Aspremont család tulajdona. 1715-ben 8 lakatlan és 6 lakott háza volt. 1787-ben 33 házában 258 lakos élt.
A 18. század végén Vályi András így ír róla: „UPOR. Tót falu Zemplén Várm. földes Ura Gr. Áspermont Uraság, lakosai görögkatolikusok, fekszik n. k. Hardicsához 1/2, d. Keletsénhez 1/4 órányira; térséges, ritka fekete földgye 3 nyomásbéli, gabonát leginkább, árpát középszerűen terem, erdeje tőlgyes, szőleje nints, rét nélkűl szűkölködik, piatza Újhelyben 1, és Kassán 4 mértföldnyire.”
1828-ban 56 háza és 436 lakosa volt, akik főként mezőgazdasággal foglalkoztak. Lakói részt vettek az 1831. évi kolerafelkelésben.
Fényes Elek 1851-ben kiadott geográfiai szótárában így ír a faluról: „Upor, Zemplén v. orosz falu, Tőke-Terebeshez délre 1 mfd, 50 romai, 379 g. kath., 7 zsidó lak., 867 hold szántófölddel. F. u. gr. Erdődy. Ut. p. Velejte.”
Borovszky Samu monográfiasorozatának Zemplén vármegyét tárgyaló része szerint: „Upor, tót kisközség a Helmecz-patak mentén, 98 házzal és 559, nagyobbára gör. kath. vallású lakossal, a kiknek a községben nincsen templomuk. Saját postája, távíró és vasúti állomása van. Az Uporiak ősi fészke, kik itt már a XV. században szerepelnek. 1481-ben osztályos atyafiaik, a Czékeyek is birtokosai. 1511-ben Czékei Petronellát, Bánffy Pétert, Eödönffy Imrét, Dobó Zsófiát, Gerendi Lászlót, Upori Borbálát és Czékey Jánost iktatják birtokába. Az 1598-iki összeírásban csak Ruszkai Dobó Ferencz van földesuraként említve. A Dobók révén, leányágon, Dobó Borbála, Lorántffy Mihályné leánya Zsuzsánna után, Rákóczy Györgyé lesz, kiről a gróf Aspremontok, majd a gróf Erdődyek tulajdonába kerül. Az újabb korban a Tárczay családnak is volt benne része. Most a gróf Széchenyi Sándor birtoka, kinek itt újabb időben épült úrilaka van. 1831-ben a kolera tizedelte meg lakosait.”
A 20. században a Széchényi család birtoka volt. 1920-ig Zemplén vármegye Gálszécsi járásához tartozott.
1964-ben egyesítették Isztáncs és Zemplénkelecsény községekkel Zemplénújfalu néven.

## Népessége
1910-ben 563-an, többségében szlovák anyanyelvűek lakták, jelentős magyar kisebbséggel.

## Lásd még
- Zemplénújfalu
- Zemplénkelecsény

## Külső hivatkozások
- E-obce.sk[halott link]
- Upor Szlovákia térképén